# لزلی استفانسون
لزلی ان استفانسون (انگلیسی: Leslie Ann Stefanson؛ زادهٔ ۱۰ مهٔ ۱۹۷۱) هنرپیشه و مجسمه‌ساز اهل ایالات متحده آمریکا است.

## فیلم‌شناسی
- فلابر (۱۹۹۷)
- تفکیک (۱۹۹۸)
- دختر ژنرال (۱۹۹۹)
- مقدسین بیابان (۲۰۰۲)
- شکار (۲۰۰۳)